# Skupni tiskalniški sistem za Unix
Skupni tiskalniški sistem za Unix (ang. Common Unix Printing System, krajše CUPS) je računalniški sistem za nadziranje tiskalnikov v operacijskih sistemih, ki temeljijo Unixu. 
CUPS računalniku omogoča, da postane zmogljiv tiskalniški strežnik. CUPS gosti uporabniške vmesnike, ki mu pošiljajo naloge, ki jih CUPS posreduje tiskalniku.
CUPS je na voljo pod prostima dovoljenjem GPL in LGPL.

## Zunaje povezave
- Uradna domača stran